# Machov
Městys Machov (německy Machau) leží na česko-polské státní hranici v okrese Náchod v Královéhradeckém kraji. Žije zde přibližně 1 100 obyvatel.

## Historie
První písemná zmínka o obci pochází z roku 1354.
V době pobělohorské a během slezských válek emigrovaly z náboženských důvodů z náchodského panství celé rodiny, a to nejen pod ochranou červeného šátku vojska pruského krále Fridricha II. Velikého. Z Machova v Náchodském panství prokazatelně odešlo pět exulantů. Oni a jejich potomci spoluzakládali obce Husinec, Poděbrady a Zelów.
Od 10. října 2006 byl obci vrácen status městyse.

## Přírodní poměry
Jižně od městyse se nachází přírodní rezervace Farní stráň.

## Místní části
- Machov
- Bělý
- Machovská Lhota
- Nízká Srbská

## Pamětihodnosti
- Renesanční kostel svatého Václava od stavitele Martina Alia pochází z roku 1675 a je postaven na místě dřevěného kostela postaveného již před rokem 1354.[7]
- Mariánský sloup se sochou Panny Marie Bolestné z roku 1761 stojí na machovském náměstí.[8]
- Chráněná památná lípa malolistá, zvaná Šrůtkova lípa stojí u čp. 26. Odhadovaného stáří stromu je 500 let, obvod kmene 688 cm a výška 24 m. Je to nejstarší strom celého regionu.